# Trifurcula graeca
Trifurcula graeca là một loài bướm đêm thuộc họ Nepticulidae. Nó được miêu tả bởi A. và Z. Laštuvka năm 1998. Nó được tìm thấy ở Lakonia, Hy Lạp. The host plant for the species is possibly Genista acanthoclada.